# 자페르 외즈귈테큰
자페르 외즈귈테큰(Zafer Özgültekın)은 터키의 전 축구 선수로, 2002 한일 월드컵에 참가한 바 있다.